# Agustín Gaínza Vicandi
Agustín Gaínza Vicandi, més conegut com a Piru Gaínza (Basauri, Biscaia, País Basc, 28 de maig de 1922 - ib., 6 de gener de 1995), va ser un futbolista i entrenador basc. Jugava d'extrem esquerre i durant tota la seva carrera va jugar a l'Athletic Club. Va ser internacional amb la selecció espanyola.

## Trajectòria
Va jugar des de jove en les categories inferiors de l'Athletic Club fins a 1940, any en què va passar a formar part de la primera plantilla.
Va debutar amb el primer equip de l'Athletic Club en la primera divisió espanyola el 13 d'octubre de 1940 al partit Hèrcules CF 1 - Athletic Club 0.
Va ser el capità de l'Athletic Club durant diversos anys i en les seves temporades al club va aconseguir 2 lligues i 7 copes, essent el jugador espanyol que més vegades ha guanyat aquest trofeu i que més finals ha disputat (9). A més, va aconseguir marcar 8 gols en un partit de copa, convertint-se en el futbolista que més gols ha marcat en un partit en aquesta competició. També va guanyar 1 copa Eva Duarte el 1950. La seva cama esquerra era prodigiosa, com ho va demostrar al camp d'Atotxa de Sant Sebastià, en un partit contra la Reial Societat, en què des de la línia de córner va batre Ignacio Eizaguirre, que es trobava enganxat al pal dret de la seva porteria. Cal destacar també els 8 gols que va marcar en un partit de copa al Celta de Vigo, que va finalitzar amb el resultat de 12-1 a favor dels bascos.
Va ser un dels cinc integrants de la «segona davantera històrica» de l'Athletic Club, juntament amb Zarra, Panizo, Iriondo i Venancio.
El 1957 va rebre la medalla d'or al Mèrit Esportiu.
Es va retirar dels terrenys de joc en finalitzar la temporada 1958-1959.
Ha estat un dels jugadors de l'Athletic Club que més partits ha disputat a primera divisió, 381. Va marcar un total de 120 gols.
Després de retirar-se dels terrenys de joc va tornar al món del futbol com a entrenador. Va entrenar a l'Athletic Club des de 1965 fins a 1969, aconseguint una copa del Generalísimo i dos subcampionats de lliga.

## Selecció estatal
Va ser internacional amb la selecció espanyola en 33 ocasions. El seu debut com a jugador de la selecció espanyola va ser l'11 de març de 1945 al partit Portugal 2 - Espanya 2.
Gaínza va jugar la Copa del Món de futbol de 1950, sent capità de l'equip, que va acabar en quarta posició.
Va marcar un total de 10 gols amb Espanya.

## Palmarès
Com a jugador
- 2 lligues espanyoles (Primera Divisió): 1942/43 i 1955/56.
- 7 copes d'Espanya (Copa del Generalíssim): 1943, 1944, 1944/45, 1949/50, 1955, 1956 i 1958.
- 1 copa Eva Duarte: 1950

Com a entrenador
- 1 copa d'Espanya (Copa del Generalíssim): 1969